# Верхний Нымзас
Верхний Нымзас — посёлок в Таштагольском районе Кемеровской области. Входит в состав Усть-Кабырзинского сельского поселения.

## География
Центральная часть населённого пункта расположена на высоте 523 метров над уровнем моря.

## Население
По данным Всероссийской переписи населения 2010 года, в посёлке Верхний Нымзас проживает 16 человек (9 мужчин, 7 женщин).